# کریستیان

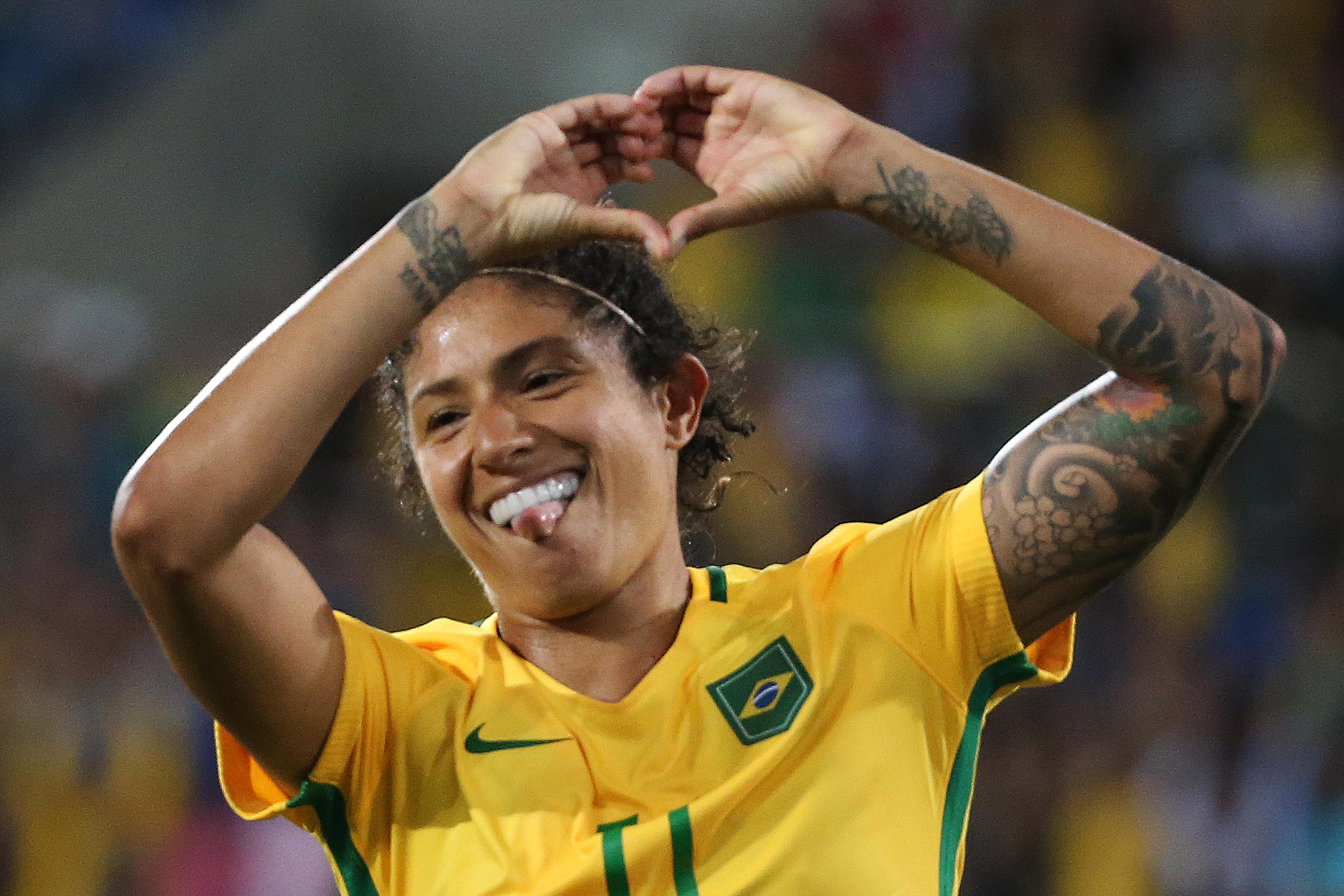
Cristiane at the 2016 Olympics

کریستیان رزیرا د سوزا سیلوا (Cristiane Rozeira de Souza Silva زاده ۱۵ مه ۱۹۸۵ اوزاسکو، ایالت سائوپائولو) معروف به کریستیان است. او بازیکن تیم ملی فوتبال زنان برزیل است که در حال حاضر به صورت قرضی از باشگاه شیکاگو ردز برای باشگاه سانتوس بازی میکند.